# Премія «Оскар» за найкращий документальний повнометражний фільм

Головна нагорода кінопремії «Оскар»

Премія «Оскар» за найкращий документальний повнометражний фільм — нагорода Американської академії кіномистецтва, яку присуджують щорічно з 1942 року. 1942 року було лише одна категорія і для повнометражних і для короткометражних документальних фільмів та чотири переможці. З 1943 року номінації розділили. Хоча документальні фільми теоретично можуть претендувати на нагороду за найкращий фільм, але на практиці жоден документальний фільм не був навіть номінований.

## Переможці та номінанти
Переможці вказуються першими, виділяються жирним шрифтом на золотому тлі та відмічені знаком «★».

### 1940-ві
| Церемонія    | Фільм                                     | Номінанти                                                                  |
| ------------ | ----------------------------------------- | -------------------------------------------------------------------------- |
| 14-та (1942) | ★ «Кукан»                                 | Рей Скотт                                                                  |
| 14-та (1942) | ★ «Ціль для бомбардування сьогодні вночі» | Міністерство інформації Великої Британії                                   |
| 15-та (1943) | ★ «Битва за Мідвей»                       | ВМС США                                                                    |
| 15-та (1943) | ★ «Москва завдає удару»                   | Аркіно                                                                     |
| 15-та (1943) | ★ «Передня лінія Кокоди!»                 | Австралійське бюро новин та інформації                                     |
| 15-та (1943) | ★ «Прелюдія до війни»                     | Спеціальні служби армії США                                                |
| 15-та (1943) | «Африка, прелюдія до перемоги»            | «Марш часу»                                                                |
| 15-та (1943) | «Білий орел»                              | Concanen Films                                                             |
| 15-та (1943) | «Виграти свої крила»                      | Повітряні сили Армії США                                                   |
| 15-та (1943) | «Високі ставки на Сході»                  | Інформаційне бюро Нідерландів                                              |
| 15-та (1943) | «Високо над кордонами»                    | Національна рада кіно Канади                                               |
| 15-та (1943) | «Всередині боротьби з Китаєм»             | Національна рада кіно Канади                                               |
| 15-та (1943) | «Генрі Браун, фермер»                     | Міністерство сільського господарства США                                   |
| 15-та (1943) | «Двадцять одна миля»                      | Міністерство інформації Великої Британії                                   |
| 15-та (1943) | «Завоюйте годинник»                       | Фредерік Уллман-молодший                                                   |
| 15-та (1943) | «Звіт про боротьбу»                       | Сигнальний корпус армії США                                                |
| 15-та (1943) | «Зерно, яке збудувало півкулю»            | Волт Дісней                                                                |
| 15-та (1943) | «Маленька Бельгія»                        | Міністерство інформації Бельгії                                            |
| 15-та (1943) | «Маленькі острови свободи»                | Віктор Столофф, Едгар Льов                                                 |
| 15-та (1943) | «Містер Блаббермут!»                      | Управління військової інформації США                                       |
| 15-та (1943) | «Містер Гардія Джонс»                     | Управління військової інформації США                                       |
| 15-та (1943) | «Ми відмовляємось померти»                | Вільям Томас                                                               |
| 15-та (1943) | «Народжується корабель»                   | Торговельний флот США                                                      |
| 15-та (1943) | «Новий дух»                               | Волт Дісней                                                                |
| 15-та (1943) | «Слухайте Британію»                       | Міністерство інформації Великої Британії                                   |
| 15-та (1943) | «Це війна всіх»                           | Управління військової інформації США                                       |
| 15-та (1943) | «Ціна перемоги»                           | Вільям Пайн                                                                |
| 16-та (1944) | ★ «Перемога у пустелі»                    | Міністерство інформації Великої Британії                                   |
| 16-та (1944) | «Бойове хрещення»                         | Армія Сполучених Штатів                                                    |
| 16-та (1944) | «Битва за Росію»                          | Відділ спеціальної служби військового міністерства США                     |
| 16-та (1944) | «За Бога і Батьківщину»                   | Зображувальна служба армії США                                             |
| 16-та (1944) | «Репортаж з Алеутів»                      | Зображувальна служба армії США                                             |
| 16-та (1944) | «Тихе село»                               | Міністерство інформації Великої Британії                                   |
| 16-та (1944) | «Звіт військового відомства»              | Бюро польової фотографії Управління стратегічних служб США                 |
| 16-та (1944) | «Ми пройшли довгий, довгий шлях»          | Negro Marches On, Inc.                                                     |
| 17-та (1945) | ★ «Бойова леді»                           | ВМС США                                                                    |
| 17-та (1945) | «Опір допиту ворога»                      | ВПС США                                                                    |
| 18-та (1946) | ★ «Справжня слава»                        | Уряди Великої Британії та США                                              |
| 18-та (1946) | «Остання бомба»                           | ВПС США                                                                    |
| 19-та (1947) | не вручалася                              | не вручалася                                                               |
| 20-та (1948) | ★ «Дизайн для смерті»                     | Сід Рогелл, виконавчий продюсер; Терон Варт, Річард Флейшер                |
| 20-та (1948) | «Подорож у медицину»                      | Управління інформаційного та освітнього обміну Державного департаменту США |
| 20-та (1948) | «Світ багатий»                            | Пол Рота                                                                   |
| 21-ша (1949) | ★ «Таємна земля»                          | Орвілл О. Далл                                                             |
| 21-ша (1949) | «Тихий»                                   | Дженіс Леб                                                                 |

### 1950-ті
| Церемонія    | Фільм                            | Номінанти                            |
| ------------ | -------------------------------- | ------------------------------------ |
| 22-га (1950) | ★ «Світанок в Уді»               | Підрозділ Crown Film                 |
| 22-га (1950) | «Кендзі повертається додому»     | Пол Ф. Херд                          |
| 23-тя (1951) | ★ «Титан: Історія Мікеланджело»  | Роберт Снайдер                       |
| 23-тя (1951) | «З цими руками»                  | Джек Арнольд, Лі Гудмен              |
| 24-та (1952) | ★ «Кон-Тікі»                     | Олле Нордемар                        |
| 24-та (1952) | «Я був комуністом ФБР»           | Браян Фой                            |
| 25-та (1953) | ★ «Море навколо нас»             | Ірвін Аллен                          |
| 25-та (1953) | «Містифікатори»                  | Доре Шарі                            |
| 25-та (1953) | «Навахо»                         | Холл Бартлетт                        |
| 26-та (1954) | ★ «Жива пустеля»                 | Волт Дісней                          |
| 26-та (1954) | «Підкорення Евересту»            | Джон Тейлор, Леон Клор, Грем Тарп    |
| 26-та (1954) | «Королева коронована»            | Каслтон Найт                         |
| 27-ма (1955) | ★ «Прерія, що зникає»            | Волт Дісней                          |
| 27-ма (1955) | «Стратфордська пригода»          | Гай Гловер                           |
| 28-ма (1956) | ★ «Хелен Келлер у своїй історії» | Ненсі Гамільтон                      |
| 28-ма (1956) | «Хребет розбитого серця»         | Рене Різакер                         |
| 29-та (1957) | ★ «У світі безмовності»          | Жак-Ів Кусто                         |
| 29-та (1957) | «Неозброєним оком»               | Луїс Клайд Стоумен                   |
| 29-та (1957) | «Де гори пливуть»                | Урядовий комітет Данії з питань кіно |
| 30-та (1958) | ★ «Альберт Швейцер»              | Джером Хілл                          |
| 30-та (1958) | «На Бауері»                      | Ліонель Рогосін                      |
| 30-та (1958) | «Тореро!»                        | Мануель Барбачано Понсе              |
| 31-ша (1959) | ★ «Біла пустеля»                 | Бен Шарпстін                         |
| 31-ша (1959) | «Антарктичний перехід»           | Джеймс Карр                          |
| 31-ша (1959) | «Прихований світ»                | Роберт Снайдер                       |
| 31-ша (1959) | «Психіатричне лікування»         | Натан Цукер                          |

### 1960-ті
| Церемонія    | Фільм                                           | Номінанти                                                                      |
| ------------ | ----------------------------------------------- | ------------------------------------------------------------------------------ |
| 32-га (1960) | ★ «Серенгеті не помре»                          | Бернард Гржимек                                                                |
| 32-га (1960) | «Перегони за космос»                            | Девід Л. Волпер                                                                |
| 33-тя (1961) | ★ «Кінь з летючим хвостом»                      | Ларрі Ленсбург                                                                 |
| 33-тя (1961) | «Бунтар у раю»                                  | Роберт Д. Фрейзер                                                              |
| 34-та (1962) | ★ «Небо і багнюка»                              | Артур Кон, Рене Лафуіт                                                         |
| 34-та (1962) | «Велика Олімпіада»                              | від Національного Інституту Світла, Організаційний Комітет Ігор XVII Олімпіади |
| 35-та (1963) | ★ «Чорна лисиця»                                | Луїс Клайд Стоумен                                                             |
| 35-та (1963) | «Альворада»                                     | Гуго Нібелінг                                                                  |
| 36-та (1964) | ★ «Роберт Фрост: Полюбовна суперечка зі світом» | Роберт Хьюз                                                                    |
| 36-та (1964) | «Ланка і ланцюг»                                | Поль де Рубе                                                                   |
| 36-та (1964) | «Кінцева станція»                               | Едгар Ансті                                                                    |
| 36-та (1964) | «Янки йдуть»                                    | Маршалл Флаум                                                                  |
| 37-ма (1965) | ★ «Світ без сонця Жака Іва Кусто»               | Жак-Ів Кусто                                                                   |
| 37-ма (1965) | «Найкращі години»                               | Джек Ле В'єн                                                                   |
| 37-ма (1965) | «Чотири дні в листопаді»                        | Мел Стюарт                                                                     |
| 37-ма (1965) | «Голландець»                                    | Берт Ханстра                                                                   |
| 37-ма (1965) | «Там, 1914-18»                                  | Жан Орел                                                                       |
| 38-ма (1966) | ★ «Історія Елеонори Рузвельт»                   | Сідні Глейзер                                                                  |
| 38-ма (1966) | «Битва на Балджі...Хоробрі гвинтівки»           | Лоуренс Маскотт                                                                |
| 38-ма (1966) | «Четвертий автомобільний міст»                  | Пітер Міллс                                                                    |
| 38-ма (1966) | «Відпусти Мій народ»                            | Маршалл Флаум                                                                  |
| 38-ма (1966) | «Померти в Мадриді»                             | Фредерік Россіф                                                                |
| 39-та (1967) | ★ «Військова гра»                               | Пітер Воткінс                                                                  |
| 39-та (1967) | «Обличчя генія»                                 | Альфред Р. Кельман                                                             |
| 39-та (1967) | «Вертоліт Канади»                               | Пітер Джонс, Том Дейлі                                                         |
| 39-та (1967) | «Заборонений вулкан»                            | Харун Тазіефф                                                                  |
| 39-та (1967) | «Дійсно велика родина»                          | Алекс Ґрассхофф                                                                |
| 40-ва (1968) | ★ «Взвод Андерсона»                             | П'єр Шендоерффер                                                               |
| 40-ва (1968) | «Фестиваль»                                     | Мюррей Лернер                                                                  |
| 40-ва (1968) | «Урожай»                                        | Керролл Баллард                                                                |
| 40-ва (1968) | «Королівська історія»                           | Джек Ле В'єн                                                                   |
| 40-ва (1968) | «Час горіння»                                   | Вільям Джерсі                                                                  |
| 41-ша (1969) | ★ «Подорож у себе»                              | Білл Макгоу                                                                    |
| 41-ша (1969) | «Кілька заміток про нашу харчову проблему»      | Джеймс Блю                                                                     |
| 41-ша (1969) | «Легендарні чемпіони»                           | Вільям Кейтон                                                                  |
| 41-ша (1969) | «Інші голоси»                                   | Девід Соєр                                                                     |
| 41-ша (1969) | «Молоді американці»                             | Роберт Кон, Алекс Ґрассхофф                                                    |

### 1970-ті
| Церемонія    | Фільм                                                                 | Номінанти                                     |
| ------------ | --------------------------------------------------------------------- | --------------------------------------------- |
| 42-га (1970) | ★ «Артур Рубінштейн: Любов до життя»                                  | Бернар Шеврі                                  |
| 42-га (1970) | «До того, як гора була зрушена»                                       | Роберт К. Шарп                                |
| 42-га (1970) | «У рік Свині»                                                         | Еміль де Антоніо                              |
| 42-га (1970) | «Олімпіада в Мексиці»                                                 | Організаційний комітет Ігор XIX Олімпіади     |
| 42-га (1970) | «Люди-вовки»                                                          | Ірвін Ростен                                  |
| 43-тя (1971) | ★ «Вудсток»                                                           | Боб Моріс                                     |
| 43-тя (1971) | «Колісниці богів»                                                     | доктор Харальд Рейнл                          |
| 43-тя (1971) | «Джек Джонсон»                                                        | Джим Джейкобс                                 |
| 43-тя (1971) | «Кінг: Знятий запис... Монтгомері в Мемфіс»                           | Елі Ландау                                    |
| 43-тя (1971) | «Попрощайся»                                                          | Девід Х. Воуелл                               |
| 44-та (1972) | ★ «Хроніка Геллстрома»                                                | Волон Грін                                    |
| 44-та (1972) | «Дике озеро Аляски»                                                   | Алан Ландсбург                                |
| 44-та (1972) | «У будь-яку неділю»                                                   | Брюс Браун                                    |
| 44-та (1972) | «Експедиції «Ра»»                                                     | Леннарт Еренборг, Тур Хеєрдал                 |
| 44-та (1972) | «Печаль і жаль»                                                       | Марсель Офулс                                 |
| 45-та (1973) | ★ «Марджо»                                                            | Говард Сміт, Сара Керночан                    |
| 45-та (1973) | «Мавпа і супермавпа»                                                  | Берт Ханстра                                  |
| 45-та (1973) | «Малкольм Ікс»                                                        | Марвін Ворт, Арнольд Перл                     |
| 45-та (1973) | «Менсон»                                                              | Роберт Хендріксон, Лоуренс Меррік             |
| 45-та (1973) | «Тиха революція»                                                      | Екехард Мунк                                  |
| 46-та (1974) | ★ «Великий американський ковбой»                                      | Кіт Меррілл                                   |
| 46-та (1974) | «Завжди новий початок»                                                | Джон Д. Гуделл                                |
| 46-та (1974) | «Битва за Берлін»                                                     | Бенгт фон цур Мюлен                           |
| 46-та (1974) | «Подорож до зовнішніх меж»                                            | Алекс Ґрассхофф                               |
| 46-та (1974) | «Стіни вогню»                                                         | Гертруда Росс Маркс, Едмунд Ф. Пенні          |
| 47-ма (1975) | ★ «Серця і розуми»                                                    | Пітер Девіс, Берт Шнайдер                     |
| 47-ма (1975) | «Антонія: Жіночий портрет»                                            | Джуді Коллінз, Джилл Годмілоу                 |
| 47-ма (1975) | «Виклик... Данина сучасному мистецтву»                                | Герберт Клайн                                 |
| 47-ма (1975) | «81-й удар»                                                           | Жако Ерліх, Девід Бергман, Хаїм Гурі          |
| 47-ма (1975) | «Дикий і хоробрий»                                                    | Наталі Р. Джонс, Юджин Джонс                  |
| 48-ма (1976) | ★ «Людина, яка каталася на лижах з Евересту»                          | Ф. Р. Кроулі, Джеймс Хагер, Дейл Хартлебен    |
| 48-ма (1976) | «Каліфорнійський рейх»                                                | Волтер Ф. Паркс, Кіт Ф. Крічлоу               |
| 48-ма (1976) | «Боротьба за наші життя»                                              | Глен Пірсі                                    |
| 48-ма (1976) | «Неймовірна машина»                                                   | Ірвін Ростен                                  |
| 48-ма (1976) | «Друга половина неба: Китайські мемуари»                              | Ширлі Маклейн                                 |
| 49-та (1977) | ★ «Округ Харлан, США»                                                 | Барбара Коппл                                 |
| 49-та (1977) | «Голлівуд під судом»                                                  | Джеймс Гутман, Девід Хелперн молодший         |
| 49-та (1977) | «За межею»                                                            | Майкл Ферт                                    |
| 49-та (1977) | «Люди вітру»                                                          | Ентоні Ховарт, Девід Кофф                     |
| 49-та (1977) | «Вулкан: Розслідування життя та смерті Малкольма Лоурі»               | Дональд Бріттен, Роберт Дункан                |
| 50-та (1978) | ★ «Хто такі ДеБолти? І де вони взяли дев'ятнадцять дітей?»            | Джон Корті, Ден МакКенн, Воррен Л. Локхарт    |
| 50-та (1978) | «Діти Театральної вулиці»                                             | Роберт Дорнхельм, Ерл Мак                     |
| 50-та (1978) | «Цирк високої трави»                                                  | Білл Брінд, Торбен Шіолер, Тоні Янзело        |
| 50-та (1978) | «Вшанування Шагала: Барви кохання»                                    | Гаррі Раскі                                   |
| 50-та (1978) | «Профспілкові дівчата»                                                | Джеймс Кляйн, Джулія Райхерт, Майлз Могулеску |
| 51-ша (1979) | ★ «Злякався прямо!»                                                   | Арнольд Шапіро                                |
| 51-ша (1979) | «Вітер закоханих»                                                     | Альберт Ламоріс                               |
| 51-ша (1979) | «Таємничі глиняні замки»                                              | Алан Рут                                      |
| 51-ша (1979) | «Раоні»                                                               | Жан-П'єр Дютійе, Баррі Вільямс, Мішель Гаст   |
| 51-ша (1979) | «З немовлятами та банерами: Історія Жіночої бригади швидкої допомоги» | Енн Болен, Лін Голдфарб, Лорейн Грей          |

### 1980-ті
| Церемонія    | Фільм                                                                    | Номінанти                                   |
| ------------ | ------------------------------------------------------------------------ | ------------------------------------------- |
| 52-га (1980) | ★ «Найкращий хлопчик»                                                    | Іра Вол                                     |
| 52-га (1980) | «Покоління на вітрі»                                                     | Девід Вассар                                |
| 52-га (1980) | «Пройти дистанцію»                                                       | Пол Коуен, Жак Бобет                        |
| 52-га (1980) | «Територія вбивств»                                                      | Стів Сінгер, Том Прістлі                    |
| 52-га (1980) | «Війна вдома»                                                            | Глен Сілбер, Баррі Олександр Браун          |
| 53-тя (1981) | ★ «Від Мао до Моцарта: Ісаак Стерн у Китаї»                              | Мюррей Лернер                               |
| 53-тя (1981) | «Ейджі»                                                                  | Росс Спірс                                  |
| 53-тя (1981) | «День після Трійці»                                                      | Джон Елс                                    |
| 53-тя (1981) | «Лінія фронту»                                                           | Девід Бредбері                              |
| 53-тя (1981) | «Жовта зірка: Переслідування євреїв у Європі 1933-45»                    | Бенгт фон цур Мюлен, Артур Кон              |
| 54-та (1982) | ★ «Геноцид»                                                              | Арнольд Шварцман, рабин Марвін Хір          |
| 54-та (1982) | «Проти вітру та припливу: Кубинська одіссея»                             | Сюзанна Бауман, Пол Нешамкін, Джим Берроуз  |
| 54-та (1982) | «Бруклінський міст»                                                      | Кен Бернс                                   |
| 54-та (1982) | «Вісім хвилин до півночі: Портрет доктора Гелен Калдікотт»               | Мері Бенджамін, Сюзанна Сімпсон, Бойд Естус |
| 54-та (1982) | «Сальвадор: Ще один В'єтнам»                                             | Гленн Сільбер, Тете Васкончеллос            |
| 55-та (1983) | ★ «Ще одна зникла дитина»                                                | Джон Заріцкі                                |
| 55-та (1983) | «Після Сокири»                                                           | Стурла Гуннарссон, Стів Лукас               |
| 55-та (1983) | «Млин Бена»                                                              | Джон Кароль, Мішель Шалюфур                 |
| 55-та (1983) | «У нашій воді»                                                           | Мег Свіцгейбл                               |
| 55-та (1983) | «Портрет Жизелі»                                                         | Джозеф Віші                                 |
| 56-та (1984) | ★ «Він змушує мене відчувати себе танцюючим»                             | Еміль Ардоліно                              |
| 56-та (1984) | «Діти темряви»                                                           | Річард Котук, Ара Чекмаян                   |
| 56-та (1984) | «Перший контакт»                                                         | Боб Конноллі, Робін Андерсон                |
| 56-та (1984) | «Професія зброя»                                                         | Майкл Брайанс, Тіна Вільйоен                |
| 56-та (1984) | «Побачивши Червоного»                                                    | Джеймс Кляйн, Джулія Райхерт                |
| 57-ма (1985) | ★ «Часи Гарві Мілка»                                                     | Роберт Епштейн, Річард Шміхен               |
| 57-ма (1985) | «Середні школи»                                                          | Чарльз Гуггенхайм, Ненсі Слосс              |
| 57-ма (1985) | «В ім'я народу»                                                          | Алекс Дреслер, Френк Крістофер              |
| 57-ма (1985) | «Марлен»                                                                 | Карел Дірка, Зев Браун                      |
| 57-ма (1985) | «Вулицею»                                                                | Шеріл Макколл                               |
| 58-ма (1986) | ★ «Зламана веселка»                                                      | Марія Флоріо, Вікторія Мадд                 |
| 58-ма (1986) | «Матері: Матері Площі Майо»                                              | Сусана Муньос, Лурдес Портільо              |
| 58-ма (1986) | «Солдати в криївці»                                                      | Джафет Ашер                                 |
| 58-ма (1986) | «Статуя Свободи»                                                         | Кен Бернс, Бадді Сквайрс                    |
| 58-ма (1986) | «Незакінчена справа»                                                     | Стівен Оказакі                              |
| 59-та (1987) | ★ «Арті Шоу: Час - це все, що у вас є»                                   | Бріжит Берман                               |
| 59-та (1987) | ★ «Бідні та обездолені в Америці»                                        | Джозеф Фері, Мілтон Джастіс                 |
| 59-та (1987) | «Чилі: Доки?»                                                            | Девід Бредбері                              |
| 59-та (1987) | «Ісаак в Америці: Подорож з Ісааком Башевісом Сінгером»                  | Кірк Саймон, Амрам Новак                    |
| 59-та (1987) | «Свідок апартеїду»                                                       | Шерон Софер                                 |
| 60-та (1988) | ★ «Десятирічний обід: Кмітливість і легенда круглого столу Алгонкіна»    | Авіва Слесін                                |
| 60-та (1988) | «Погляд на премію: Роки громадянських прав Америки/Міст до свободи 1965» | Каллі Кросслі, Джеймс де Вінні              |
| 60-та (1988) | «Пекельний вогонь: Подорож з Хіросіми»                                   | Джон Юнкерман, Джон Дауер                   |
| 60-та (1988) | «Радіо Бікіні»                                                           | Роберт Стоун                                |
| 60-та (1988) | «Шовка на час»                                                           | Барбара Гербіч, Сиріл Крісто                |
| 61-ша (1989) | ★ «Готель «Термінус»: Життя та часи Клауса Барбі»                        | Марсель Офулс                               |
| 61-ша (1989) | «Крик розуму - Бейерс Науде: Афріканер висловлюється»                    | Роберт Білхаймер, Рональд Мікс              |
| 61-ша (1989) | «Давай заблукаємо»                                                       | Брюс Вебер, Нан Буш                         |
| 61-ша (1989) | «Обіцяє виконати»                                                        | Джинні Даррін                               |
| 61-ша (1989) | «Хто вбив Вінсента Чина?»                                                | Рене Тадзіма, Крістін Чой                   |

### 1990-ті
| Церемонія    | Фільм                                                                    | Номінанти                           |
| ------------ | ------------------------------------------------------------------------ | ----------------------------------- |
| 62-га (1990) | ★ «Загальні теми: Історії з ковдри»                                      | Роберт Епштейн, Білл Кутюрі         |
| 62-га (1990) | «Адам Клейтон Пауелл»                                                    | Річард Кілберг, Івонн Сміт          |
| 62-га (1990) | «Крек США: Графство в облозі»                                            | Вінс ДіПерсіо, Вільям Гуттентаг     |
| 62-га (1990) | «Для всього людства»                                                     | Ел Райнерт, Бетсі Бройлз Брейер     |
| 62-га (1990) | «Супер Шеф: Життя та спадщина Ерла Воррена»                              | Джудіт Леонард, Білл Джерсі         |
| 63-тя (1991) | ★ «Американська мрія»                                                    | Барбара Коппл, Артур Кон            |
| 63-тя (1991) | «Берклі в шістдесяті роки»                                               | Марк Кітчелл                        |
| 63-тя (1991) | «Будівельні бомби»                                                       | Марк Морі, Сюзан Робінсон           |
| 63-тя (1991) | «Активісти назавжди: Історії ветеранів бригади Авраама Лінкольна»        | Джудіт Монтелл                      |
| 63-тя (1991) | «Волдо Солт: Подорож сценариста»                                         | Роберт Гіллманн, Юджин Корр         |
| 64-та (1992) | ★ «У тіні зірок»                                                         | Еллі Лайт, Ірвінг Сараф             |
| 64-та (1992) | «Смерть на роботі»                                                       | Вінс ДіПерсіо, Вільям Гуттентаг     |
| 64-та (1992) | «Відбуваючи покарання: Життя у Великому домі»                            | Алан Реймонд, Сьюзан Реймонд        |
| 64-та (1992) | «Неспокійна совість»                                                     | Хава Кохав Беллер                   |
| 64-та (1992) | «Дикий за законом»                                                       | Лоуренс Хотт, Даян Гарі             |
| 65-та (1993) | ★ «Панамський обман»                                                     | Барбара Трент, Девід Каспер         |
| 65-та (1993) | «Зміна нашої думки: Історія доктора Евелін Хукер»                        | Девід Хаугланд                      |
| 65-та (1993) | «Пожежі Кувейту»                                                         | Саллі Дандас                        |
| 65-та (1993) | «Визволителі: Боротьба на два фронти у Другій світовій війні»            | Вільям Майлз, Ніна Розенблюм        |
| 65-та (1993) | «Музика до фільму: Бернард Херрманн»                                     | Маргарет Смілоу, Рома Баран         |
| 66-та (1994) | ★ «Я - обіцянка: Діти початкової школи Стентона»                         | Сюзан Реймонд, Алан Реймонд         |
| 66-та (1994) | «Трансляційні стрічки доктора Пітера»                                    | Девід Паперні, Артур Гінзберг       |
| 66-та (1994) | «Діти долі»                                                              | Сьюзен Тодд, Ендрю Янг              |
| 66-та (1994) | «На краще чи на гірше»                                                   | Девід Кольєр, Бетсі Томпсон         |
| 66-та (1994) | «Кімната війни»                                                          | Донн Алан Пеннебейкер, Кріс Гегедус |
| 67-ма (1995) | ★ «Майя Лін: Сильне чітке бачення»                                       | Фріда Лі Мок, Террі Сандерс         |
| 67-ма (1995) | «Скарги порядної доньки»                                                 | Дебора Хоффман                      |
| 67-ма (1995) | «Запам'ятали день Д»                                                     | Чарльз Гуггенхайм                   |
| 67-ма (1995) | «Свобода в моїх думках»                                                  | Конні Філд, Мерилін Малфорд         |
| 67-ма (1995) | «Чудовий день у Гарлемі»                                                 | Жан Бах                             |
| 68-ма (1996) | ★ «Запам'яталася Анна Франк»                                             | Джон Блер                           |
| 68-ма (1996) | «Битва за громадянина Кейна»                                             | Томас Леннон, Майкл Епштейн         |
| 68-ма (1996) | «Фидлфест: Роберта Гуаспарі та її скрипкова програма у Східному Гарлемі» | Аллан Міллер, Вальтер Шойер         |
| 68-ма (1996) | «Хенк Аарон: У гонитві за мрією»                                         | Майк Толлін, Фредрік Голдінг        |
| 68-ма (1996) | «Проблемний струмок: Середній Захід»                                     | Жанна Джордан, Стівен Ашер          |
| 69-та (1997) | ★ «Коли ми були королями»                                                | Леон Гаст, Девід Зоненберг          |
| 69-та (1997) | «Король лінії: Історія Ела Гіршфельда»                                   | Сьюзен В. Драйфус                   |
| 69-та (1997) | «Мандела»                                                                | Джо Менелл, Ангус Гібсон            |
| 69-та (1997) | «Сюзанна Фаррелл: Невловима муза»                                        | Енн Белль, Дебора Діксон            |
| 69-та (1997) | «Скажи правду і біжи: Джордж Селдес і американська преса»                | Рік Голдсміт                        |
| 70-та (1998) | ★ «Довга дорога додому»                                                  | Рабин Марвін Гієр, Річард Транк     |
| 70-та (1998) | «Айн Ренд: Сенс життя»                                                   | Майкл Пакстон                       |
| 70-та (1998) | «Кольори прямо вгору»                                                    | Мішель Огайон, Джулія Шахтер        |
| 70-та (1998) | «4 маленькі дівчинки»                                                    | Спайк Лі, Сем Поллард               |
| 70-та (1998) | «Вако: Правила бойових дій»                                              | Ден Гіффорд, Вільям Газекі          |
| 71-ша (1999) | ★ «Останні дні»                                                          | Джеймс Молл, Кен Ліппер             |
| 71-ша (1999) | «Танцівник»                                                              | Метью Даймонд, Джеррі Купфер        |
| 71-ша (1999) | «Ферма: Ангола, США»                                                     | Джонатан Стек, Ліз Гарбус           |
| 71-ша (1999) | «Ленні Брюс: Присягайся говорити правду»                                 | Роберт Б. Вайде                     |
| 71-ша (1999) | «На жаль повідомляю»                                                     | Барбара Зоннеборн, Джанет Коул      |

### 2000-ні
| Церемонія    | Фільм                                              | Номінанти                                |
| ------------ | -------------------------------------------------- | ---------------------------------------- |
| 72-га (2000) | ★ «Один день у вересні»                            | Артур Кон, Кевін Макдональд              |
| 72-га (2000) | «Соціальний клуб Буена Віста»                      | Вім Вендерс, Ульріх Фельсберг            |
| 72-га (2000) | «Чингіс Блюз»                                      | Роко Белич, Адріан Белич                 |
| 72-га (2000) | «На мотузках»                                      | Нанет Берштейн, Бретт Морген             |
| 72-га (2000) | «Розмовляючи струнами»                             | Паола ді Флоріо, Лілібет Фостер          |
| 73-тя (2001) | ★ «У чужі руки: Історії Кіндертранспорта»          | Марк Джонатан Гарріс, Дебора Оппенгеймер |
| 73-тя (2001) | «Спадщина»                                         | Тод Лендінг                              |
| 73-тя (2001) | «Довга нічна подорож у день»                       | Френсіс Рейд, Дебора Гоффманн            |
| 73-тя (2001) | «Скоттсборо: Американська трагедія»                | Барак Гудман, Деніел Анкер               |
| 73-тя (2001) | «Звук і лють»                                      | Джош Аронсон, Роджер Вайсберг            |
| 74-та (2002) | ★ «Вбивство недільного ранку»                      | Жан-Ксав'є де Лестрад, Дені Понсе        |
| 74-та (2002) | «Діти під землею»                                  | Едет Бельцберг                           |
| 74-та (2002) | «Рід Лалі: Спадщина бавовни»                       | Сьюзан Фромке, Дебора Діксон             |
| 74-та (2002) | «Обіцянки»                                         | Джастін Шапіро, Б. З. Голдберг           |
| 74-та (2002) | «Військовий фотограф»                              | Крістіан Фрей                            |
| 75-та (2003) | ★ «Боулінг для Колумбіни»                          | Майкл Мур, Майкл Донован                 |
| 75-та (2003) | «Донька з Дананга»                                 | Гейл Долгін, Вісенте Франко              |
| 75-та (2003) | «В'язень раю»                                      | Малкольм Кларк, Стюарт Сендер            |
| 75-та (2003) | «Зачарований»                                      | Джеффрі Бліц, Шон Велч                   |
| 75-та (2003) | «Крилата міграція»                                 | Жак Перрен                               |
| 76-та (2004) | ★ «Туман війни»                                    | Еррол Морріс, Майкл Вільямс              |
| 76-та (2004) | «Бальсерос»                                        | Карлос Бош, Хосеп Марія Доменек          |
| 76-та (2004) | «Захоплення Фрідманів»                             | Ендрю Джарекі, Марк Смерлінг             |
| 76-та (2004) | «Мій архітектор»                                   | Натаніель Кан, Сьюзан Р. Бер             |
| 76-та (2004) | «Метеорологічне підпілля»                          | Сем Грін, Білл Сігел                     |
| 77-ма (2005) | ★ «Народився в борделях»                           | Росс Кауфман, Зана Бріскі                |
| 77-ма (2005) | «Історія верблюда, що плаче»                       | Луїджі Фалорні, Б'ямбасурен Даваа        |
| 77-ма (2005) | «Подвійна порція»                                  | Морган Сперлок                           |
| 77-ма (2005) | «Тупак: Воскресіння»                               | Лорен Лазін, Каролін Алі                 |
| 77-ма (2005) | «Поворот віри»                                     | Кірбі Дік, Едді Шмідт                    |
| 78-ма (2006) | ★ «Марш пінгвінів»                                 | Люк Жаке, Ів Дарондо                     |
| 78-ма (2006) | «Кошмар Дарвіна»                                   | Юбер Заупер                              |
| 78-ма (2006) | «Enron: Найрозумніші хлопці в кімнаті»             | Алекс Гібні, Джейсон Кліот               |
| 78-ма (2006) | «Мердербол»                                        | Генрі-Алекс Рубін, Дана Адам Шапіро      |
| 78-ма (2006) | «Вулична бійка»                                    | Маршалл Каррі                            |
| 79-та (2007) | ★ «Незручна правда»                                | Девіс Гуггенхайм                         |
| 79-та (2007) | «Визволи нас від зла»                              | Емі Берг, Френк Доннер                   |
| 79-та (2007) | «Ірак у фрагментах»                                | Джеймс Лонглі, Джон Сіно                 |
| 79-та (2007) | «Табір Ісуса»                                      | Хайді Юінг, Рейчел Грейді                |
| 79-та (2007) | «Моя країна, моя країна»                           | Лаура Пойтрас, Джоселін Глатцер          |
| 80-та (2008) | ★ «Таксі на Темну сторону»                         | Алекс Гібні, Єва Орнер                   |
| 80-та (2008) | «Не видно кінця»                                   | Чарльз Фергюсон, Одрі Маррс              |
| 80-та (2008) | «Операція «Повернення додому: Опис досвіду війни»» | Річард Роббінс                           |
| 80-та (2008) | «Сіко»                                             | Майкл Мур, Меган О'Хара                  |
| 80-та (2008) | «Війна/Танець»                                     | Андреа Нікс Файн, Шон Файн               |
| 81-ша (2009) | ★ «Людина на дроті»                                | Джеймс Марш, Саймон Чінн                 |
| 81-ша (2009) | «Зрада»                                            | Еллен Курас, Тавісук Фразават            |
| 81-ша (2009) | «Зустрічі на краю світу»                           | Вернер Герцог, Генрі Кайзер              |
| 81-ша (2009) | «Сад»                                              | Скотт Гамільтон Кеннеді                  |
| 81-ша (2009) | «Проблема з водою»                                 | Тія Лессін, Карл Діл                     |

### 2010-ті
| Церемонія    | Фільм                                                                   | Номінанти                                                  |
| ------------ | ----------------------------------------------------------------------- | ---------------------------------------------------------- |
| 82-га (2010) | ★ «Бухта»                                                               | Луї Псіхойос, Фішер Стівенс                                |
| 82-га (2010) | «Бірма ВЖ»                                                              | Андерс Остергаард, Ліза Ленсе-Мьоллер                      |
| 82-га (2010) | «Корпорація „Їжа“»                                                      | Роберт Кеннер, Еліза Перлстайн                             |
| 82-га (2010) | «Найнебезпечніша людина Америки: Деніел Еллсберг і документи Пентагону» | Джудіт Ерліх, Рік Голдсміт                                 |
| 82-га (2010) | «Який шлях додому»                                                      | Ребекка Камміса                                            |
| 83-та (2011) | ★ «Внутрішня справа»                                                    | Чарльз Фергюсон, Одрі Маррс                                |
| 83-та (2011) | «Вихід через сувенірну крамницю»                                        | Бенксі, Джеймі Д'Крус                                      |
| 83-та (2011) | «Газленд»                                                               | Джош Фокс, Тріш Адлесік                                    |
| 83-та (2011) | «Рестрепо»                                                              | Тім Гетерінгтон, Себастьян Юнгер                           |
| 83-та (2011) | «Звалище»                                                               | Люсі Вокер, Ангус Ейнслі                                   |
| 84-та (2012) | ★ «Непереможений»                                                       | Ті Джей Мартін, Ден Ліндсей, Річ Міддлмас                  |
| 84-та (2012) | «Пекло і повернення назад»                                              | Данфунг Денніс, Майк Лернер                                |
| 84-та (2012) | «Якщо дерево впаде: Історія Фронту визволення Землі»                    | Маршалл Каррі, Сем Калман                                  |
| 84-та (2012) | «Втрачений рай 3: Чистилище»                                            | Джо Берлінгер, Брюс Сінофскі                               |
| 84-та (2012) | «Піна: Танок пристрасті»                                                | Вім Вендерс, Джан-П'єро Рінгель                            |
| 85-та (2013) | ★ «У пошуках цукрової людини»                                           | Малік Бенджеллул, Саймон Чінн                              |
| 85-та (2013) | «5 зламаних камер»                                                      | Емад Бурнат, Гай Давіді                                    |
| 85-та (2013) | «Воротарі»                                                              | Дрор Море, Філіппа Коварскі, Естель Фіалон                 |
| 85-та (2013) | «Як пережити чуму»                                                      | Девід Франс, Говард Гертлер                                |
| 85-та (2013) | «Невидима війна»                                                        | Кірбі Дік, Емі Зірінг                                      |
| 86-та (2014) | ★ «20 футів від слави»                                                  | Морган Невілл, Гіл Фрізен, Кетрін Роджерс                  |
| 86-та (2014) | «Акт вбивства»                                                          | Джошуа Оппенгеймер, Сігне Берге Соренсен                   |
| 86-та (2014) | «Милашка і боксер»                                                      | Закарі Хайнцерлінг, Лідія Дін Пілчер                       |
| 86-та (2014) | «Брудні війни»                                                          | Річард Роулі, Джеремі Скехілл                              |
| 86-та (2014) | «Майдан»                                                                | Джехане Нуджаїм, Карім Амер                                |
| 87-ма (2015) | ★ «Громадянин чотири»                                                   | Лаура Пойтрас, Матільда Боннефой, Дірк Вілуцкі             |
| 87-ма (2015) | «Пошук Вівіан Майєр»                                                    | Джон Малуф, Чарлі Сіскел                                   |
| 87-ма (2015) | «Останні дні у В'єтнамі»                                                | Рорі Кеннеді, Кевен МакАлестер                             |
| 87-ма (2015) | «Сіль Землі»                                                            | Вім Вендерс, Жуліано Рібейро Сальгадо, Девід Розьє         |
| 87-ма (2015) | «Вірунґа»                                                               | Орландо фон Айнзідель, Джоанна Натасегара                  |
| 88-ма (2016) | ★ «Емі»                                                                 | Асіф Кападія, Джеймс Гей-Ріс                               |
| 88-ма (2016) | «Земля картелів»                                                        | Метью Хейнеман, Том Єллін                                  |
| 88-ма (2016) | «Погляд тиші»                                                           | Джошуа Оппенгеймер, Сігне Берге Соренсен                   |
| 88-ма (2016) | «Що трапилося, міс Сімоне?»                                             | Ліз Гарбус, Емі Хоббі, Джастін Вілкс                       |
| 88-ма (2016) | «Зима у вогні»                                                          | Євген Афінєєвський, Ден Толмор                             |
| 89-та (2017) | ★ «О. Джей: Зроблено в Америці»                                         | Езра Едельман, Керолайн Вотерлоу                           |
| 89-та (2017) | «Пожежа на морі»                                                        | Джанфранко Розі, Донателла Палермо                         |
| 89-та (2017) | «Я вам не негр»                                                         | Рауль Пек, Ремі Греллі, Еберт Пек                          |
| 89-та (2017) | «Життя, анімація»                                                       | Роджер Росс Вільямс, Джулі Голдман                         |
| 89-та (2017) | «13-й»                                                                  | Ава Дюверней, Спенсер Аверік, Говард Баріш                 |
| 90-та (2018) | ★ «Ікар»                                                                | Браян Фогель, Ден Коган                                    |
| 90-та (2018) | «Абакус: Достатньо мало, щоб ув'язнити»                                 | Стів Джеймс, Марк Міттен Джулі Голдман                     |
| 90-та (2018) | «Обличчя, села»                                                         | Аньєс Варда, молодший, Розалі Варда                        |
| 90-та (2018) | «Останні люди в Алеппо»                                                 | Ферас Файяд, Карім Абід, Сорен Стін Єсперсен               |
| 90-та (2018) | «Сильний острів»                                                        | Янс Форд, Джослін Барнс                                    |
| 91-ша (2019) | ★ «Фрі-соло»                                                            | Елізабет Чай Васархелі, Джиммі Чін, Еван Хейс, Шеннон Ділл |
| 91-ша (2019) | «Округ Хейл сьогодні вранці, сьогодні ввечері»                          | Ремелл Росс, Джослін Барнс, Су Кім                         |
| 91-ша (2019) | «Пам'ятаючи про розрив»                                                 | Бін Лю, Даян Куон                                          |
| 91-ша (2019) | «Батьків і синів»                                                       | Талал Деркі, Ансгар Фреріх, Єва Кемме, Тобіас Зіберт       |
| 91-ша (2019) | «РБГ»                                                                   | Бетсі Вест, Джулі Коен                                     |

### 2020-ті
| Церемонія    | Фільм                                                                           | Номінанти                                                                             |
| ------------ | ------------------------------------------------------------------------------- | ------------------------------------------------------------------------------------- |
| 92-га (2020) | ★ «Американська фабрика»                                                        | Стівен Богнар, Джулія Райхерт, Джефф Райхерт                                          |
| 92-га (2020) | «Печера»                                                                        | Ферас Файяд, Кірстін Барфод, Сігрід Д'єк'яр                                           |
| 92-га (2020) | «Грань демократії»                                                              | Петра Коста, Джоанна Натасегара, Шейн Борис, Тіаго Паван                              |
| 92-га (2020) | «Для Сама»                                                                      | Ваад аль-Катеаб, Едвард Воттс                                                         |
| 92-га (2020) | «Медова земля»                                                                  | Любо Стефанов, Тамара Котевська, Атанас Георгієв                                      |
| 93-тя (2021) | ★ «Мій вчитель-восьминіг»                                                       | Піппа Ерліх, Джеймс Рід, Крейг Фостер                                                 |
| 93-тя (2021) | «Колективний»                                                                   | Олександр Нанау, Бьянка Оана                                                          |
| 93-тя (2021) | «Крип Табір»                                                                    | Ніколь Ньюнем, Джим Лебрехт, Сара Болдер                                              |
| 93-тя (2021) | «Агент «Кріт».»                                                                 | Майте Альберді, Марсела Сантібаньєс                                                   |
| 93-тя (2021) | «Час»                                                                           | Гарретт Бредлі, Лорен Доміно, Келлен Квінн                                            |
| 94-та (2022) | ★ «Літо соулу (...або коли революцію не можна було транслювати по телебаченню)» | Ахмір "Questlove" Томпсон, Джозеф Патель, Роберт Фіволент, Девід Дінерштайн           |
| 94-та (2022) | «Вознесіння»                                                                    | Джессіка Кінгдон, Кіра Саймон-Кеннеді, Натан Трусделл                                 |
| 94-та (2022) | «Аттика»                                                                        | Стенлі Нельсон, Трейсі Каррі                                                          |
| 94-та (2022) | «Тікайте»                                                                       | Йонас Поер Расмуссен, Моніка Хеллстрьом, Сігне Берге Соренсен, Шарлотта Де Ла Гурнері |
| 94-та (2022) | «Писати вогнем»                                                                 | Рінту Томас, Сушміт Гош                                                               |
| 95-та (2023) | ★ «Навальний»                                                                   | Деніел Роер, Одеса Рей, Даян Беккер, Мелані Міллер, Шейн Борис                        |
| 95-та (2023) | «Все, що дихає»                                                                 | Шонак Сен, Аман Манн, Тедді Лейфер                                                    |
| 95-та (2023) | «Вся краса та кровопролиття»                                                    | Лаура Пойтрас, Говард Гертлер, Джон Лайонс, Нан Голдін, Йоні Голіжов                  |
| 95-та (2023) | «Вогонь Любові»                                                                 | Сара Доса, Шейн Борис, Іна Фічман                                                     |
| 95-та (2023) | «Будинок зі скалок»                                                             | Саймон Леренг Вільмонт, Моніка Хеллстрьом                                             |
| 96-та (2024) | ★ «20 днів у Маріуполі»                                                         | Мстислав Чернов, Мішель Мізнер, Рейні Аронсон-Рат                                     |
| 96-та (2024) | «Бобі Вайн: Народний президент»                                                 | Мозес Бвайо, Крістофер Шарп, Джон Батцек                                              |
| 96-та (2024) | «Вічна пам'ять»                                                                 | Майте Альберді                                                                        |
| 96-та (2024) | «Чотири доньки»                                                                 | Каутер Бен Ханія, Надім Шейкруха                                                      |
| 96-та (2024) | «Вбити тигра»                                                                   | Ніша Пахуджа, Корнелія Прінсіпі, Девід Оппенгейм                                      |
| 97-ма (2025) | ★ «Немає іншої землі»                                                           | Басел Андра, Рейчел Сзор, Хамдан Баллал, Юваль Абрагам                                |
| 97-ма (2025) | «Порцелянова війна»                                                             | Слава Леонтьєв, Брендан Белломо, Аніела Сидорська, Пола Дюпре Песмен                  |
| 97-ма (2025) | «Щоденники чорної скриньки»                                                     | Шиорі Іто, Ерік Н'ярі, Ганна Аквілін                                                  |
| 97-ма (2025) | «Саундтрек до державного перевороту»                                            | Йоган Грімонпре, Даан Міліус, Ремі Греллеті                                           |
| 97-ма (2025) | «Цукровий тростник»                                                             | Джуліан Брейв NoiseCat, Емілі Кассі та Келлен Квінн                                   |